# ハイポジ (漫画)
『ハイポジ』（HIGH POSITION）は、きらたかしによる日本の漫画。双葉社の青年漫画雑誌『漫画アクション』にて2017年2号（同年1月5日発売）から2018年22号（同年11月6日発売）まで連載された。全5巻。
タイトルはかつて、中高音域の録音再生特性が秀でていたハイポジションカセットテープに由来する。
2020年にはテレビドラマ化された。

## あらすじ
妻に離婚を切り出され、会社もリストラされてしまった46歳の冴えない中年男性・天野光彦。夢も希望も先細りになったある日、気まぐれに訪れた風俗店で火事に巻き込まれて逃げ遅れた挙句に転倒、気を失ってしまう。薄れゆく意識の中で死を覚悟したが、次に目覚めたときにはどういうわけか記憶も心も46歳のまま1986年にタイムスリップ、16歳の自分の中にいた。
高校時代、密かに恋心を抱いていた同級生の小沢さつき、そのころは話したこともなかった現在の妻・司幸子との間で光彦の心は揺れる。16歳当時になし得なかったことを取り戻すかのように次々と積極的に経験して“2度目の青春”を謳歌する。

## 登場人物

### 主要人物
天野光彦
【1986年】16歳の高校生。30年後・46歳の光彦が事故で意識を失いタイムスリップ。記憶はそのまま、16歳当時の肉体で目を覚ました。戸惑いながらも既に知っている自分の未来と擦り合わせつつ、後悔しない選択をして、もう一度青春をやり直そうと試みる。
【現在】容姿も言動も冴えない、うだつの上がらない会社員。妻と娘を大事に思っているが会話に乏しく、家庭内でも孤立している。2週間前に会社からリストラ宣告を受け、将来の見通しも希望もなくなってしまった。家族に告げることも出来ずにいるさなか、妻・幸子から離婚を切り出される。虚しさを紛らわせようと気まぐれで訪れた風俗店で火事に巻き込まれ転倒して気を失った後、意識を取り戻すと、記憶は46歳のまま1986年当時の16歳の自分のなかにいた。
小沢さつき（おざわ さつき）
光彦の初恋の美少女。ポニーテールがチャームポイント。高校入学時に他県から引っ越してきたこともあり、親しい友人は少ない。両親は離婚しており、喫茶店を経営している祖母のもとに妹と一緒に身を寄せている。祖母の体調が優れない時は学校を休んで店の手伝いをしている。ジャッキー・チェンやブルース・リーの映画が好きだった父親の影響でさつき自身も両者のファン。武術に興味があり、空手の心得がある。ラブ高の不良に絡まれた光彦のことを助けた。
司幸子
【1986年】聖子ちゃんカット風のショートボブヘアの似合う美少女。のちに光彦と結婚する運命の人。それまで全く気にも留めていなかった光彦（心は46歳）が自分の名を呼び捨てにしたり意識している素振りをみせるため、幸子も光彦の存在が気になり始める。
【現在】光彦の妻。結婚後は天野姓。高校在学時には光彦と会話したことがなく、接点がなかった。社会人になり同じ会社に就職したことがきっかけで親しくなり交際を始め、結婚。しかし、何をやってもパッとせず野暮ったい光彦への愛情は日々薄れていき、娘を出産したころからはセックスレスにもなった。笑顔を見せることも会話をすることもないに等しい結婚生活を続けていくことに意味を見出せなくなり、離婚を申し出る。夫がリストラされたことは知らない。

### 高校の同級生
馬場真
光彦の悪友。光彦の学校では数少ないヤンキー。リーゼントでキメている。
丸尾佳代
幸子の親友。幸子と光彦の仲を取り持とうと気を揉む。

### 光彦の家族
父・憲夫
1986年当時は単身赴任中。定年後は妻と仲良く旅行に出かけていた。76歳で他界。
母・侑子
昭和16年生まれ。主婦。30年後は認知症を患っている。
弟・考次
13歳。スポーツ好きでサッカー部に所属している。30年後は妻と二人の子どもを抱えている自動車ディーラーの営業マン。
姉・靖子
19歳。やや派手目な容貌で言動も蓮っ葉。光彦にはキツくあたるが、彼氏の前では猫をかぶった甘え声を出す。30年後は離婚歴2回、看護師として勤務している。

### その他
下妻京一
靖子の彼氏。バブル期を満喫している社会人。靖子に内緒で時々他の女性とニャンニャンしている。光彦にもこっそりとオトナの遊びを教える。
小沢みどり
さつきの妹。小学生。
トラオ
私立愛田高校（通称・ラブ高）の不良。光彦に絡んでカツアゲをした。
タツオ
トラオと同じく、ラブ高の不良。
天野美憂
【現在】光彦と幸子のひとり娘。16歳の女子高生。父親を疎ましく感じている。

## 書誌情報
- きらたかし『ハイポジ』双葉社〈アクションコミックス〉、全5巻
  1. 2017年06月28日発行、ISBN 978-4-575-84995-0
  2. 2017年10月28日発行、ISBN 978-4-575-85054-3
  3. 2018年02月28日発行、ISBN 978-4-575-85110-6
  4. 2018年07月28日発行、ISBN 978-4-575-85191-5
  5. 2018年11月28日発行、ISBN 978-4-575-85237-0

## テレビドラマ
『ハイポジ 1986年、二度目の青春。』（ハイポジ 1986ねん にどめのせいしゅん）のタイトルで、BSテレ東「真夜中ドラマ」枠にて2020年1月12日（11日深夜）から3月29日（28日深夜）に放送された。主演は今井悠貴。原作と同じく1986年に16歳だった光彦を中心にドラマを展開させている。各話のタイトル、および、劇中の印象的なシーンに使用している挿入歌は1980年代に流行していた楽曲を主に採用している。

### キャスト（テレビドラマ）
【1986年】

#### 主要人物
- 天野光彦 - 今井悠貴
- 小沢さつき - 黒崎レイナ
- 司幸子 - 鈴木絢音（乃木坂46）

#### 高校の同級生
- 馬場真 - 伊島空
- 丸尾佳代 - めがね

#### 光彦の家族
- 光彦の父・憲夫 - 柳憂怜（46歳の光彦と二役）
- 光彦の母・侑子 - 杉山薫
- 光彦の弟・考次 - 清水大登
- 光彦の姉・靖子 - 野崎智子

#### その他
- 下妻京一 - 山中崇
- さつきの祖母・あき子 - 小柳友貴美
- さつきの妹・みどり - 佐々木告
- トラオ - 宇治清高
- タツオ - 楽駆

【現代】
- 天野光彦 - 柳憂怜
- 天野幸子 - いしのようこ
- 天野美憂 - 岡田佑里乃

### スタッフ（テレビドラマ）
- 原作 - きらたかし『ハイポジ』（双葉社）
- 脚本 - 開沼豊
- 監督 - 平林克理、茂木克仁、松下洋平
- 主題歌 - SAKANAMON「FINE MAN ART」
- 音楽 - 倉堀正彦
- 音響効果 - シネマサウンドワークス
- チーフプロデューサー - 金岡英司（テレビ大阪）
- プロデューサー - 岡本宏毅（テレビ大阪）、宇田川寧（ダブ）、加藤千穂（ダブ）
- コンテンツプロデューサー - 金森啓（テレビ大阪）、田中洋行（テレビ大阪）
- 制作 - テレビ大阪、ダブ
- 製作・著作 - ドラマ「ハイポジ」製作委員会

### 放送日程
| 各話   | 放送日  | サブタイトル             | 挿入歌 |
| ------ | ------- | ------------------------ | --- |
| 第01話 | 1月12日 | 翼の折れた天使           | 翼の折れたエンジェル（中村あゆみ） う、ふ、ふ、ふ、（EPO） 十七歳の地図（尾崎豊） |
| 第02話 | 1月19日 | ONEWAY GENERATION        | 翼の折れたエンジェル（中村あゆみ） ヒーロー HOLDING OUT FOR A HERO（麻倉未稀） 今夜はANGEL（椎名恵） 十七歳の地図（尾崎豊） うしろゆびさされ組（うしろゆびさされ組） Oneway Generation（本田美奈子） |
| 第03話 | 1月26日 | JINGI 愛してもらいます   | Get Wild（TM NETWORK） 言葉にできない（小田和正） JINGI・愛してもらいます（中山美穂） |
| 第04話 | 2月02日 | ROMANTICが止まらない     | ダンシング・ヒーロー (Eat You Up)（荻野目洋子） つ・き・あ・い・た・い（RCサクセション） CHA-CHA-CHA（石井明美） あの娘とスキャンダル（チェッカーズ） Romanticが止まらない（C-C-B）                  |
| 第05話 | 2月09日 | ONLY YOU                 | ほらね、春が来た（うしろ髪ひかれ隊） 話しかけたかった（南野陽子） スポーツ行進曲（黛敏郎（作曲）） 猫舌ごころも恋のうち（うしろゆびさされ組） ONLY YOU（BOØWY）                                      |
| 第06話 | 2月16日 | ガラスのジェネレーション | 栞のテーマ（サザンオールスターズ） 人にやさしく（THE BLUE HEARTS） 恋におちて -Fall in love-（小林明子） -3℃（ゆうゆ） ガラスのジェネレーション（佐野元春）                                          |
| 第07話 | 2月23日 | フレンズ                 | 夢の中へ（斉藤由貴） ふられ気分でRock'n' Roll（TOM★CAT） 君に、胸キュン。（YMO） なんだったんだ?7DAYS（BARBEE BOYS） フレンズ（レベッカ）                                                            |
| 第08話 | 3月01日 | 悲しみにさよなら         | セーラー服を脱がさないで（おニャン子クラブ） ジェニーはご機嫌ななめ（ジューシィ・フルーツ） 君は天然色（大滝詠一） 悲しみにさよなら（安全地帯）                                                      |
| 第09話 | 3月08日 | 恋の予感                 | 恋のロープをほどかないで（新田恵利） 色・ホワイトブレンド（中山美穂） I Don't Know!（BaBe） 炎の聖書（クラッシュギャルズ） 恋の予感（安全地帯）                                                      |
| 第10話 | 3月15日 | YES MY LOVE              | The Stardust Memory（小泉今日子） ABC（少年隊） YES MY LOVE（矢沢永吉） |
| 第11話 | 3月23日 | SWEET MEMORIES           | いとしのエリー（サザンオールスターズ） WON'T BE LONG（バブルガム・ブラザーズ） LOVEマシーン（モーニング娘。） キセキ（GReeeeN） SWEET MEMORIES（松田聖子）                                           |
| 第12話 | 3月29日 | MY REVOLUTION            | スローなブギにしてくれ (I want you)（南佳孝） セカンド・ラブ（中森明菜） 翼の折れたエンジェル（中村あゆみ） My Revolution（渡辺美里）                                                                |

### 備考
- 2020年2月22日、第7話放送開始30分前より、出演者と監督によるSNS LIVE配信を行った。また同日、本作品のオフィシャルブックが発売されることが発表された。

### 関連商品
ハイポジ・オフィシャルブック 80年代、それぞれの青春
発売日：2020年3月28日、出版社：双葉社、ISBN 978-4-575-31548-6
- ドラマの舞台となっている1986年を中心に、1980年代の楽曲やファッションなどのカルチャーをドラマ出演者の写真と共に紹介。また、ヒロインである黒崎レイナと鈴木絢音の80年代アイドル風グラビアカットも掲載。